# Fannia (diptère)
Pour les articles homonymes, voir Fannia.
Genre
Fannia est un genre d'insectes diptères brachycères de la famille des Fanniidae (mouches).

## Liste d'espèces
- Fannia canicularis - Petite mouche domestique